# Französische Kolonie zu Magdeburg
Die Französische Kolonie zu Magdeburg (französisch La Colonie Française de Magdebourg) war eine juristisch eigenständige Gemeinschaft in Magdeburg von 1685/86 bis 1808. Sie bestand aus evangelisch-reformierten Hugenotten, die aus Glaubensgründen aus Frankreich geflohen waren.  Die Mitglieder der Kolonie hatten eine eigene Gerichtsbarkeit und einige Sonderrechte gegenüber den übrigen Bewohnern der Stadt. Sie hatten eine eigene Verwaltung, das Gericht, und eine eigene Bürgergarde. Die Familien lebten in der Stadt verteilt.
Daneben gab es eine weitere Gruppe mit Sonderrechten in Magdeburg, die ebenfalls reformierte Pfälzer Kolonie.

## Geschichte

### Edikt von Potsdam

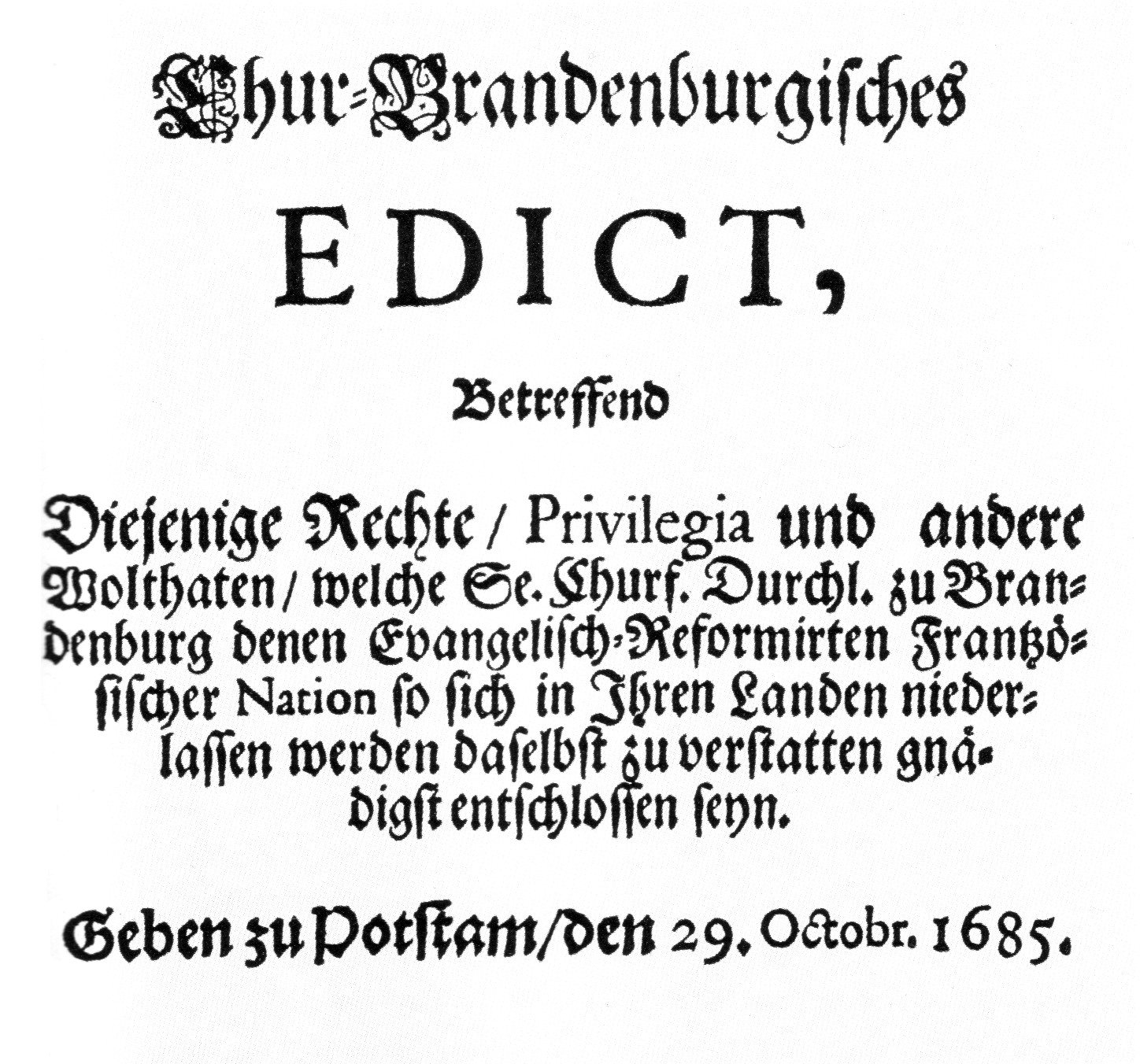
Edikt von Potsdam

Nach dem Edikt von Fontainebleau vom 22. Oktober 1685 durch den französischen König Ludwig XIV., in dem der Katholizismus zur Staatsreligion erklärt und die Ausübung anderer Konfessionen und Religionen verboten wurde, erließ der brandenburgische Kurfürst Friedrich Wilhelm nur wenige Tage später am 29. Oktober das Edikt von Potsdam, in welchem er die evangelisch-reformierten hugenottischen Glaubensflüchtlinge einlud, nach Brandenburg-Preußen zu kommen. Diesen wurden Sonderrechte angeboten, wie eine zehnjährige Steuerfreiheit, Befreiung vom Militärdienst und finanzielle Förderung für Häuser und Werkstätten. 

### Gründung der Kolonie
Am 1. Dezember 1685 erhielt der Magdeburger Stadtkommandant Ernst Gottlieb von Börstel  die Anordnung aus Berlin, alles erforderliche zu veranlassen, sobald der Prediger Banzelin mit den ersten französischen Familien eintreffe. Die erste Gruppe von 50 Hugenotten traf dann am 27. Dezember 1685 in Magdeburg ein.
Die Ansiedlung der Neuankömmlinge stieß aber zunächst auf erheblichen Widerstand, sowohl in der Bevölkerung, als auch bei den örtlichen Behörden. Deren reformierte Konfession wurde von den lutherischen Bewohnern der Stadt abgelehnt. Es wurden kurfürstliche Anweisungen zur Erleichterung der Ansiedlung, der Bereitstellung von Häusern und wüsten Grundstücken teilweise ignoriert. Daher mussten die kurfürstlichen Zivil- und Militärbehörden in der Stadt einen Teil der Versorgungsaufgaben übernehmen.

### Entwicklung der Kolonie
Unter den hugenottischen Einwanderern befanden sich gut ausgebildete Handwerker und Kaufleute, die ausgezeichnete Fachkenntnisse, sowie Kontakte zu Märkten in Frankreich und weiteren westeuropäischen Staaten mitbrachten. So wurde Magdeburg bald zu einem Zentrum der Textilherstellung und weiterer Wirtschaftszweige, das teilweise durchaus mit der Residenzstadt Berlin mithalten konnte. 
1703 betrug die Zahl der französischen Kolonisten 1350 Menschen.
In den folgenden Jahrzehnten verschlechterte sich die wirtschaftliche Situation der französischen Kolonie, auch im Vergleich zu der Pfälzer Kolonie.

Es zeigte sich bald, dass die in großen Stückzahlen hergestellten Waren nur schwer unter der zahlenmäßig und wirtschaftlich schwachen Bevölkerung Brandenburg-Preußens absetzbar waren. Auch Exporte in andere Länder waren nur beschränkt möglich, da dort ebenfalls zahlreiche Manufakturen entstanden waren. Es kam daher zunehmend zu Pleiten und Geschäftsaufgaben.

### Napoleonische Besatzung und Auflösung der Kolonie
Um 1803 erreichten französische Truppen Magdeburg und besetzten es. Die hugenottischen Flüchtlinge lehnten dies ebenso ab, wie der Rest der Magdeburger Bevölkerung. Sie weigerten sich auch mehrheitlich, mit den Besatzern französisch zu reden. 1804 wurde die französisch-reformierte Kirche zerstört.
Nach der Rückeroberung der Stadt durch preußische Truppen wurden den französischen Kolonisten 1808 trotzdem alle Sonderrechte entzogen und deren Verwaltung aufgelöst. Damit hörte die juristisch eigenständige Kolonie nach über 120 Jahren ihres Bestehens auf zu existieren.

## Französisch-reformierte Kirche
Die erste Kirche für die reformierten Flüchtlinge wurde die schon etwas heruntergekommene Gertraudenkirche am Knochenhauerufer ab 1686.
Von 1705 bis 1710 entstand für die Gemeinde ein neuer prächtiger achteckiger Barockbau nach dem Vorbild der Kirche von Montauban in Südfrankreich, die bei den konfessionellen Kämpfen 1683 zerstört worden war. Der Architekt war Emanuel l'Etang.
Zur Gemeinde gehörten neben den hugenottischen Familien auch vornehme deutsche Magdeburger, die deren anspruchsvolle Atmosphäre schätzten.
1804 wurde die Kirche während der napoleonischen Besatzung zerstört. Einige Jahre später wurde sie in deutlich kleinerem Maßstab und ähnlichem Äußeren wieder aufgebaut.
Die Umgangs- und Liturgiesprache war französisch. Ab 1815 wurden die Kirchenbücher in deutscher Sprache geführt, ab 1822 in deutsch gepredigt.
Am 16. Januar 1945 wurden bei dem großen verheerenden Luftangriff auch die Kirche wie fast die gesamte Innenstadt fast vollständig zerstört.
Ein Wiederaufbau wurde von den staatlichen Behörden abgelehnt. Am 20. Oktober 1960 wurden die verbliebenen Ruinenreste trotz heftiger Proteste gesprengt.

## Verwaltung
Die Hugenotten in Magdeburg hatten eine eigene Gerichtsbarkeit und einige Sonderrechte durch das Edikt von Potsdam zugesagt bekommen.
Ihr zentrales Verwaltungsorgan war das Gericht.
Es bestand aus einem Direktor, zeitweise einem Stellvertreter, der gleichzeitig Assessor und (geheimer) Schreiber (greffier) war, einem Fiskal (Vertreter der Kolonie nach außen, er entsprach einem Amtsanwalt), drei weiteren Assessoren, zwei Anwälten, Polizeiassessoren und einem Gerichtsdiener. Französisch war die Korrespondenzsprache der Kolonie bis 1808.

## Persönlichkeiten

### Direktoren der Französischen Kolonie
- André de Persode
- Jean Jacques de Rozel de Beaumont aus Castres
- Dr. jur. Paul Lugandi (ehemals Parlamentsadvokat in Montauban), bis 1693
- Dr. jur. Isaac de l'Espinasse
- Dr. jur. Paul Lugandi (ehemals Parlamentsadvokat in Montauban), 1699
- Dr. jur. Paul Lugandi (ehemals Parlamentsadvokat in Montauban),        bis 1717
- Scipion le Jeune, 1717 bis 1726
- Jean Péguihen de Lavergne, 1726 bis 1749
- Pierre Bernard, 1749 bis 1766
- Isaac Bernard d'Ammon, 1766
- Jendszeivetzky, genannt Jean André Michel Andresse, 1780 bis 1784
- François Guillaume Michel (Sohn des Jean Adam Michel), 1784 bis 1808

### Fiskale der Französischen Kolonie
```
  1.  Dr. jur. Pierre Mucel (aus Pont Royan im Dauphiné)                      - 1716
  2.  Claude Clavière (Sohn eines Parlamentsnotars aus Grenoble)         1716 - 1720
  3.  André Pelet                                                        1721 - 1754
  4.  R. S. Roccard (aus Schwedt)                                        1754 - 1757
  5.  Raimond Rossel                                                     1757 – 1761
  6.  Vierne (auch Greffier)                                             1761 - 1775
  7.  François Guillaume Michel (auch Greffier); (danach Koloniedirektor)1775 - 1784
  8.  Daniel Boileau (auch Greffier)                                     1784 - 1787
  9.  Jacques Colbe(auch Greffier)                                       1787 - 1797
  10. Friedrich Wilhelm Abraham Gaertner (auch Greffier)                 1797 - 1808
```

### Weitere Persönlichkeiten
- Pierre Labry (1658–1738), kam 1686/87 nach Magdeburg, baute dort die ersten Strumpfwirkerstühle in Brandenburg-Preußen, beförderte damit die Textilproduktion erhablich, Urururgroßvater von Theodor Fontane
- Moyse Garrigue (der Ältere)  (* 1663 in Mazamet; † 8. Oktober 1715 in Magdeburg) war Juwelier und Händler, Kirchenvorsteher der Französisch-Reformierten Kirche.
- Jacques Garrigue (* 1677 in Mazamet, Languedoc; † 24. August 1730 in Magdeburg) war Juwelier und Kirchenvorstand (Ancien) der Französisch Reformierten Kirche Magdeburgs.
- Moyse Garrigue (* 9. September 1708 in Magdeburg; † 1. Februar 1750 in Magdeburg); war Juwelier und Goldschmied, Gerichtsassessor der Französischen Kolonie und Direktor des Französischen Waisenhauses der Kolonie.

- Friedrich Wilhelm Abraham Gaertner (* 16. Februar 1764 in Magdeburg; † 15. Dezember 1815 in Magdeburg) war preußischer Justizkommissar und Kriegskommissar in Magdeburg und Fiskal der Französischen Kolonie zu Magdeburg.

- Karl Maquet (* 8. Oktober 1767 in Magdeburg; † 16. Dezember 1823 in Magdeburg) war ein deutscher Kaufmann, Unternehmer und langjähriger Presbyter der Französisch Reformierten Kirche Magdeburgs.